# К-431
К-431 — советская атомная подводная лодка с крылатыми ракетами проекта 675, построенная в 1964—1965 годах. Входила в состав Тихоокеанского флота. Выведена из состава флота после радиационной аварии 10 августа 1985 года.

## История строительства
Офицерский состав экипажа будущей атомной подводной лодки был сформирован в марте-мае 1963 года, до января 1964 года моряки прошли обучение в Учебном центре ВМФ в Обнинске.
Закладка подводной лодки К-31 состоялась 11 января 1964 года на заводе № 199 имени Ленинского Комсомола в Комсомольске-На-Амуре под строительным номером 175. 8 сентября того же года корабль был выведен из цеха и спущен на воду. Заводские швартовые испытания продлились с декабря 1964 по 19 мая 1965 года, 20-23 мая состоялся выход в море для наладки оборудования, государственные испытания проходили с 26 мая по 30 сентября 1965 года завершились подписанием приёмного акта и вступлением корабля в строй.

## История службы
11 ноября 1965 года К-31 была принята в состав Тихоокеанского флота, зачислена в состав 26-й дивизии подводных лодок с базированием на бухту Павловского, посёлок Тихоокеанский. В августе 1966 года передана 45-й дивизии подводных лодок, перебазировалась в Вилючинск (Камчатка). В 1967 году выполнена ракетная стрельба с целеуказанием от МРСЦ «Успех» с сильными помехами. Оценка за стрельбу — «неудовлетворительно». В том же году К-31 была передана в состав формирующейся 10-й дивизии подводных лодок с прежним местом базированния. С 1965 по 1968 год совершила одну боевую службу (56 суток).
В 1968—1971 годах подводная лодка на ДВЗ «Звезда» прошла средний ремонт с заменой парогенераторов главной энергетической установки. После окончания ремонта передана 26-й ДиПЛ и перебазирована в бухту Павловского. В 1972 году К-31 со вторым экипажем К-23 на борту совершила боевую службу в Индийском океане (90 суток). В 1974—1975 годах были перезагружены активные зоны реакторов. С 1976 по 1981 год совершила четыре боевых службы суммарной продолжительностью 223 суток.
В 1978 году переименована в К-431. С января 1979 года перечислена в состав формирующейся 29-й дивизии подводных лодок с базированием на посёлок Ракушка (залив Владимира). В 1981 году выполнила задачи боевого дежурства. В 1981—1982 годах прошла ремонт. С августа 1983 по март 1984 года совершила боевую службу (193 суток). В апреле 1985 года принята 298-м экипажем АПЛ и отправлена в ремонт.

### Авария 10 августа 1985
10 августа 1985 года на судоремонтном заводе № 30 в бухте Чажма при перезагрузке активных зон реакторов К-431 произошла авария. Из-за перекоса крышки реактора левого борта была поднята компенсирующая решётка реактора, в результате чего началась цепная ядерная реакция — тепловой взрыв. Непосредственно при взрыве погибло 10 человек. Корабль был выведен из строя, также из-за радиоактивного загрязнения пострадали плавучая мастерская ПМ-133, торпедная атомная подводная лодка К-42 (в результате списана) и дизельная подводная лодка, стоявшие рядом с К-431. По первым официальным подсчётам количество облучённых составило 86 человек, к середине 1990-х было официально выявлено более 950 пострадавших.
После аварии реакторный отсек залили бетоном, лодку отправили в бухту Павловского на длительное хранение, уменьшив осадку при помощи прикреплённых понтонов.
Всего за время службы прошла 181 051 миль за 21 392 ходовых часа.

### Хранение и утилизация
После аварии К-431 была выведена из эксплуатации и подготовлена к утилизации, и в период 1985—2006 годов находилась на долговременном хранении в бухте Павловского в заливе Стрелок. Работы на корабле осложнялись наличием свежезагруженного в реакторы ядерного топлива. 
В середине 2000-х годов вопрос об утилизации подводной лодки обсуждался на уровне правительства РФ и в 2010 году был явно поставлен правительством РФ перед руководством ДВЗ «Звезда». Первоначально планировалось выполнить работы в плавдоке № 41 30-го судоремонтного завода Минобороны России из-за высокой загрузки собственных мощностей «Звезды». Это предложение вызвало широкий общественный резонанс: специалисты завода написали открытое письмо в прессу о том, что радиационная обстановка на лодке продолжает оставаться опасной, и что утилизация на предприятии может привести к непредсказуемым последствиям для 30-го СРЗ и расположенного неподалёку посёлка Дунай.
В 2010 году подошла очередь утилизации атомной подводной лодки К-431 проекта 675. Для этого было принято решение отступить от современной технологии утилизации реакторов подводных лодок: ядерное топливо из подлодки не выгружалось, реакторный отсек законсервирован целиком и вывезен для хранения в хранилище ДальРАО в бухте Разбойник.
1 октября 2010 года на ДВЗ «Звезда» завершились подготовительные работы и была начата утилизация корабля. Летом 2011 года трёхотсечный реакторный блок был размещён в бухте Разбойник в специальном береговом укрытии. Береговое укрытие рассчитано на хранение трёх трёхотсечных реакторных блоков с невыгруженным ядерным топливом, в него были помещены блоки с К-431 (зав. № 175) и с К-314 проекта 671В (зав. № 610).

## Командиры
- 1963—1968: В. К. Калухин;
- 1968—1976: ?. ?. Скотников;
- 1976—1979: В. Г. Лопатин;
- 1979—1982: К. ?. Гнитько;
- 1982—1988: В. Н. Шепель;
- 1988—1993: Ю. В. Рябчук;

…
- 1998—2006: А. А. Децык;
- 2006—2009: Н. В. Бровчук.